# Bucculatrix clavenae
Bucculatrix clavenae är en fjärilsart som beskrevs av Josef Wilhelm Klimesch 1950. Bucculatrix clavenae ingår i släktet Bucculatrix och familjen kronmalar. Inga underarter finns listade i Catalogue of Life.